# 11336 Piranesi
A 11336 Piranesi (ideiglenes jelöléssel 1996 NS3) a Naprendszer kisbolygóövében található aszteroida. Eric Walter Elst fedezte fel 1996. július 14-én.